# Civitella del Lago
Civitella del Lago, già Civitella de' Pazzi, è una frazione del comune di Baschi (TR).

## Geografia fisica
Si trova in cima ad una collina (476 m s.l.m.) che domina il lago di Corbara e la media Valle del Tevere. Dista circa 20 km sia da Todi che da Orvieto e può essere raggiunta deviando dalla strada statale 448 Todi-Baschi. 
I suoi abitanti si chiamano civitellesi.

## Storia
In epoca romana, il luogo ove sorge Civitella (o le sue vicinanze) era occupata dalla città di Vindinio dei Bindi (secondo Plinio il Giovane), zona densamente popolata e con un'agricoltura sviluppata: dal porto di Pagliano i prodotti raggiungevano Roma via Tevere.
In seguito, il territorio prese il nome di Massa Bindi (secondo l'evoluzione Vindici → Bindinio → Bindi) ed era costituito dai castelli di Civitella di Massa (l'attuale Civitella del Lago), Poggio delle Morre, Monticelli, Scoppieto, Salviano, Forello, Cappanni, Sant'Andrea delle Morre, Morruzze, Pigliato, Acqualoreto, Fulignano, Canonica dei figli di Fosco, Collelungo e Castrum Valli; tutti insieme erano posti a difesa del territorio di Todi.
Nel 1270 vi viene aperta una delle prime Comunanze demaniali (universitas), su terreni acquisiti dall'Ospedale della Carità di Todi.
La famiglia todina dei Fredi prende possesso del Castello nel XIII secolo. Nel 1367 subì un attacco da parte delle truppe orvietane che accorrevano all'assedio di Todi, portato dal cardinale Albornoz.
Nel 1474 gli Atti, ricchi guelfi, subentrano ai Fredi: essi riuscirono ad ottenere la cittadinanza di Todi per tutti gli abitanti (1530) e ristrutturarono gran parte del paese. Sotto il loro dominio venne anche costituito un Consiglio degli Anziani, dotato però di scarso peso decisionale.
Durante il periodo napoleonico (inizio XIX secolo), il territorio di Massa venne separato da Todi e andò a costituire il comune di Baschi. Nel 1962, con la costruzione dell'invaso artificiale a Corbara, ha preso il nome attuale.

## Economia
Il territorio presenta un'economia basata sull'agricoltura, la raccolta di legna e l'agriturismo. Infatti, nel 1995 è stato costituito il Parco fluviale del Tevere, e la sede si trova proprio a Civitella; il parco si estende su 7 925 ettari e abbraccia circa 50 km del corso fluviale tiberino, da Monte Castello di Vibio fino all'oasi WWF di Alviano. La zona è nota per ospitare il ristorante del celebre cuoco Gianfranco Vissani.
Dal 1982 vi si svolge la Mostra Concorso Nazionale "Ovo Pinto" (uovo dipinto, in dialetto): l'antica e raffinata usanza contadina di dipingere le uova di gallina (durante il periodo pasquale) viene elevata ad arte e presentata al grande pubblico.
Da qualche anno è meta di turisti italiani e stranieri (inglesi, americani, olandesi): qui stanno sorgendo dimore che richiamano ulteriore turismo, specie estivo, attirato anche dalla piscina pubblica del paese.

## Monumenti e luoghi d'arte
- Arco di Diomede (1522);
- Piazza Belvedere, con panorama che spazia dai Monti Cimini al Monte Amiata, usata anche per concerti;
- Palazzetto della Comunanza Agraria (XVI secolo), ora ospita la sede del Parco Fluviale;
- Cisterna medievale, costruita per la raccolta della acque piovane;
- Palazzo Atti (XVI secolo), con dei bei saloni interni;
- Chiesa della Madonna del Prato (XVI secolo);
- Porta Tuderte, con cortile e scalinata monumentale all'interno;
- Porta Orvietana, detta anche Guardiola o Portella;
- Edicola di San Sebastiano (XVII-XVIII secolo);
- Chiesa di San Pietro (XII secolo), a Scoppieto;
- Museo dell'Ovo Pinto, con un'esposizione di migliaia di uova dipinte;
- Bottilandia, città degli animali fatta di botti;
- Scavi di Scoppieto (I secolo a.C.), resti di un complesso produttivo d'epoca romana dove venivano fabbricate ceramiche, lucerne e laterizi.

## Sport
- Canottaggio
- Escursionismo